# Château du Puyz
Le Château du Puyz est un château français situé à Saint-Martin-de-Connée, dans le département de la Mayenne et la région des Pays de la Loire. Il est situé à 1 000 mètres à l'ouest du bourg et date du XVIe siècle.

## Désignation
- G. de Puiz, 1417 (titres de la fabrique du Grez).
- Le domaine du Puiz, 1455 (Archives départementales de la Sarthe, E. 23, f. 191).
- Le Plessis, alias le Puy, 1460 (titres du Puyz).
- G. de Puiz, 1512 (Archives nationales, R/5. 388, f. 71).
- Le Puy, château, bois, croix dite Croix-à-la-Main (Hubert Jaillot).
- Puis, château, village (carte de Cassini).

## Histoire
Il s'agissait d'un fief et domaine mouvant de Foulletorte, d'Orthe, et, pour le droit d'usage dans le bois de Basset, de Courtaliéru. 
L'aveu à Foulletorte mentionne en 1455 : « le domaine du Puiz, tant en fié que en domaine, hébergement, court, yssuz, vergiers et jardins, avecques IIIIxx[Combien ?] journeils de terre labourable, abutant aux terres de la Chevrie, aux bois du Puiz, aux terres de la Bellinière et des Hayes, au chemin de Vimarcé à Saint-Père d'Izé ; plesses, garennes, bussons, XXX journeils de boys. » 
Le seigneur avait prisons pour hommes et bêtes, mais était tenu de les rendre après un jour et une nuit au château d'Orthe. Dès le XVIIe siècle, les terres et fief de l'Aunay-Rond, de l'Aunay, de la Jousseaumerie, de la Chevrie et de Grillemont étaient unis au domaine.

## Description
Le château du XIXe siècle, construit au-dessous de la haute futaie qui l'encadrait au XIXe siècle, sur la pente de la vallée de l'Erve, est cantonné aux angles de tourelles qui correspondent aux quatre points cardinaux. 
Le 5 avril 1793, la municipalité enleva quelques armes du château inhabité. Un hêtre dit le « Fouteau du Puy » de 6 mètres de circonférence, indiqué sur la carte d'Hubert Jaillot avec une croix, et dont M. de Clinchamp acheta pour 30 ₶ en 1737 la moitié mitoyenne, a survécu au rude hiver de 1830 et à un coup de foudre qui suivit jusqu'en 1845 qu'on l'abattit enfin.
On retrouve les traces d'un premier ouvrage défensif dès 1240, qui faisait partie de la ligne de défense des Coëvrons, avec les châteaux d'Orthe, de Courtaliéru, de Foulletorte, et de Mézangers, destinée au   temps de la guerre de Cent ans, à se protéger des troupes anglo-normandes.

L'édifice  comprend une splendide salle-à-manger ainsi qu'une petite chapelle dont les vitraux, ont été l’œuvre des sœurs Carmélites du Mans à la fin du XIXe siècle. Les cuisines datent du  XVIe siècle et sont  situées à l'écart de l'espace de vie.

## Chapelle
La chapelle de la Belinière, desservie dans l'église paroissiale, était de la fondation de Jacquine du Puyz, 1514. 

### Sources, bibliographie
- « Château du Puyz », dans Alphonse-Victor Angot et Ferdinand Gaugain, Dictionnaire historique, topographique et biographique de la Mayenne, Laval, A. Goupil, 1900-1910 [détail des éditions] (BNF 34106789, présentation en ligne) ,
- registre paroissial de Saint-Martin-de-Connée,
- Almire Bernard, manuscrit.